# Rhabdogaster yeti
Rhabdogaster yeti är en tvåvingeart som beskrevs av Jason Gilbert Hayden Londt 2006. Rhabdogaster yeti ingår i släktet Rhabdogaster och familjen rovflugor.
Artens utbredningsområde är Namibia. Inga underarter finns listade i Catalogue of Life.